# LADIESROOM
LADIES ROOM（レディース・ルーム）は日本のロックバンド。

## 概要
1987年にベースのGEORGEとボーカルの百太郎(現・Hyaku)を中心に結成される。1988年にXのYOSHIKIが主宰するインディーズレーベルエクスタシーレコーズよりEP「SWAPPING PARTY」をリリース。このリリースはGEORGEがXのローディーを務めていたことが契機となった。1989年にはドラムのJUN、ギターのNAOが加入し、メジャーデビュー時のラインナップが揃い、エクスタシーレコーズより1stアルバム「SEX SEX SEX」をリリース。インディーズ時代は特に卑猥な歌詞の曲が多く、「エクスタシーのセクサー軍団」との異名を持った。1991年にアルバム「Made in SEX」でエピックソニー(LIFE/SIZEレーベル)よりメジャーデビューを果たし、1996年に解散するまで7枚のシングルと4枚のオリジナルアルバムをリリース（1992年4月にLIFE/SIZEレーベルがキューンソニーの設立に伴い統合され移籍）。 LAメタル色の強いハードでありながらメロディアスな音楽性と破天荒なライヴパフォーマンスで大いに注目を浴びる。1993年5月、初の日本武道館単独公演を行う。同年11月、JUNが脳内出血のため離脱、翌1994年はJUNを除く3人で2枚のミニアルバムのリリースやゲストを迎えてのライヴ活動、ペプシコーラのCM出演を行った。1995年にJUNが復帰し、8月に2度目の日本武道館単独公演を行うも、翌1996年3月の渋谷公会堂公演をもって解散。また、活動後期にはキーボードや打ち込みを多用したポップな作品が増加していた。
2001年に正式に再始動し、古巣Extasy Recordsよりアルバム「SUPER TURTLE ATTACK」をリリース。その後は独自レーベルであるTURTLE ATTACK RECORDSを立ち上げて活動していたが、2006年2月28日をもってドラムのJUNが脱退。これ以降LADIES ROOMとしての活動は減少し、GEORGEは自ら率いるアコースティックスタイルのバンド「我孫子神音会」、ハードロックバンド「SEXXXXXX」を中心に、HyakuとNAOはユニット編成の「百直」を中心に活動。
2014年頃よりLADIES ROOMとしての全国ツアーが再開され、2015年6月27日のLUNATIC FEST.や2016年10月14日の「VISUAL JAPAN SUMMIT 2016」への出演など、大規模な音楽フェスへの出演機会も増加している。

## メンバー
- Hyaku - ボーカル … 結成から最初の解散までは「百太郎」と名乗っていた。
- NAO - ギター … インディーズ時代は「ANIMAL FUCK NAO」と名乗っていた。
- GEORGE - ベース … バンドのリーダー。当初は「SEX GEORGE」と名乗っていた。
- JUN - ドラム … 2006年2月28日脱退。1993年の活動期に一度体調を崩して休養を余儀無くされた経験がある。インディーズ時代は「PUSSY JUN」と名乗っていた。

上記のようにHyaku以外全員に性的な表現や表記を冠したステージネームをインディーズ時代は用いていたが、あくまでメンバー紹介やライブ会場での見た目のインパクト・視覚聴覚への効果を狙ったものなので、実際にファンならびにメンバーが個々をその名で呼び合うことはほぼない（ステージ上でのメンバー紹介時は別として）。メジャーデビュー後からはメディアへの露出や宣伝活動の幅が狭まる事を懸念してか、全員のこの卑猥な表記は次第に廃れていった。

### サポートメンバー
- HIMAWARI - ドラム … ex-SEX MACHINEGUNS、 DUSTAR-3。2013年12月6日「NAO48〜I need you〜」[2]、2015年6月27日「LUNATIC FEST.」、など。

### メジャーデビュー以前に在籍したメンバー
- A-Chan - ギター　… 初代ギタリスト。
- Shoji - ギター … 2代目ギタリスト。1988年頃在籍。のちにFiX、FAME、CAVEといったバンド、ユニット.プロデューサーとして活動。
- SANPEI - ギター … 3代目ギタリスト。1989年頃在籍。北陸地方のツアー一回のみ参加で脱退。
- WILD SIXX 9 - ドラム … 初代ドラマー。

## ディスコグラフィ

### シングル
- SWAPPING PARTY（1988年5月、Extasy Records、EP：EXE-001） インディーズデビューシングル
- 'CLOCK STRIKES TEN（1991年5月2日、EPIC/SONY RECORDS、ESDB-3212）
- SEX DRIVE（1991年11月21日、EPIC/SONY RECORDS、ESDB-3252）
- HARD TO SAY…（1992年3月25日、EPIC/SONY RECORDS、ESDB-3288）
- READY TO KISS〜Baby in my eyes〜（1992年10月1日、Ki/oon Sony Records、KSD2-1012）
- Get Lost（1993年2月1日、Ki/oon Sony Records、KSD2-1027）
- TIME AFTER TIME（1993年10月1日、Ki/oon Sony Records、KSD2-1046）
- 自由に歩いて愛して（1995年7月1日、Ki/oon Sony Records、KSD2-1092）
- eat a peach（2016年5月27日、LIVE会場限定販売　2016年12月14日より一般販売、YZAC-15055)

### アルバム
- SEX SEX SEX （1989年7月、Extasy Records、LP：EXL-003 / CD：1995年1月1日：EXC-002、CD：2001年11月21日再発：XXC-1002） オリジナルリリースはインディーズLPアルバム、後にCD化。
- Made in SEX （1991年2月21日、EPIC/SONY RECORDS、ESCB-1129 / 1996年11月21日再発、KSC2-172） メジャーデビューアルバム
- LOCK AND KEY （1992年2月01日、EPIC SONY、ESCB-1277 / 1996年11月21日再発、KSC2-173）
- eat a peach （1993年3月21日、Ki/oon Sony Records、KSC2-32 / 1996年11月21日再発、KSC2-174）
- RHYTHM CRUSH （1994年5月1日、Ki/oon Sony Records、KSC2-78）
- RHYTHM CRUSH2 （1994年11月21日、Ki/oon Sony Records、KSC2-91 / 1996年11月21再発、KSC2-175）
- SUPER GIRL （1995年8月2日、Ki/oon Sony Records、KSC2-119 / 1996年11月21日再発、KSC2-176 ）
- BAND CRUSH＃1(ROCK'N ROLL PIECES XXX) （1996年6月1日、Ki/oon Sony Records、KSC2-154） ベスト・アルバム
- Wonderful Tonight(BALLAD PIECES OF LADIES ROOM) （1996年10月21日、Ki/oon Sony Records、KSC2-162） ベスト・アルバム
- SUPER TURTLE ATTACK （2001年11月21日、Extasy Records、XXC-1035）
- GET A THRILL （2003年9月3日、TURTLE ATTACK RECORDS、FUCK-0001）
- SEX, SEX & ROCK'N ROLL （2004年1月1日、TURTLE ATTACK RECORDS、FUCK-0002） ライブ・アルバム。『GET A THRILL』ツアーを収録。
- 地獄までドライヴ （2004年9月15日、TURTLE ATTACK RECORDS、FUCK-0003）
- The Very Best of the Golden Fuckin' Greatest Hits Platinum Self Cover Album 1987-1992 （2005年7月27日、TURTLE ATTACK RECORDS、FUCK-0004）
- The Very Best of the Golden Fuckin' Greatest Hits Platinum Self Cover Album 1993-1995 （2005年7月27日、TURTLE ATTACK RECORDS、FUCK-0005）

## タイアップ一覧
| 年     | 曲名        | タイアップ                                                |
| ------ | ----------- | --------------------------------------------------------- |
| 1992年 | HARD TO SAY | テレビ東京系特別番組『ONE NIGHT STAND』メインテーマソング |

## 映像作品

### VHS
※全て未DVD化。
- ZETA Vol.6　LADIES ROOM特集
立東社から発売されていたビデオマガジンの6作目。1990年の中野公会堂でのコンサート、インタビュー映像を収録。
- A.V. Scandal （1991年7月25日、ESVU-322）
メジャーデビューアルバム「made in SEX」からの6曲の映像クリップ集。メンバーへのインタビューとおまけ映像も収められている。ビデオタイトルはインディーズアルバムの収録曲「TV Scandal」にちなんだもの。
- SECRET GIG AT ROCK-MAY-KAN Feb.1992 （1992年5月2日、ESVU-358）
EROTIC TEACHERSとして目黒鹿鳴館で行われたシークレット・ギグの様子を収めたスペシャルドキュメンタリーライブビデオ。「SWAPPING PARTY」のライブ特別ヴァージョンである「女処（ジョーショ）グルーピー決死の突撃ヴァージョン」を収録。
- THE LIVE '93.5.8.BUDOKAN （1993年9月9日、KSV5-5007）
1993年の武道館ライブの模様を収めたもの。7曲のライブ映像が収められており、初回販売分は頑丈めの箱を用いた特別ケース仕様でポストカード入り。オリコン週間ビデオチャート初登場1位を記録。
- Wonderful Tonight(destined reunion)  （1995年5月1日、KSV5-5021）
表題曲のミュージックビデオを収録したビデオシングル。
- ボブカットでポッチャリ THE MOVIE （1995年11月22日、KSV5-5022）
ミュージックビデオと1995年8月17日の二度目の日本武道館公演の映像を収録。
- 1996314 THE LIVE FINAL （1996年6月1日、KSV5-5027）
1996年3月14日の渋谷公会堂での解散コンサートの映像を収録。

### LD
- A.V. Scandal （1991年7月25日、ESLU-322）
- SECRET GIG AT ROCK-MAY-KAN Feb.1992 （1992年5月2日、ESLU-358）
- THE LIVE '93.5.8.BUDOKAN （1993年9月9日、KSL5-4007）
- ボブカットでポッチャリ THE MOVIE （1995年11月22日、KSL5-4015）
- 1996314 THE LIVE FINAL （1996年6月1日）

### DVD
- 20051229 〜LADIESROOM are Hyaku Nao George Jun〜 （KAME-0001D、完全予約生産）
2005年12月29日オンエアーでのライブを収録。
- LADIES ROOM LOUD ATTACK 2013（期間限定、LIVE会場及び通信販売のみ）

## 音楽性
- メンバー全員が共通して好きなバンドは、チープ・トリック、キッス、ボン・ジョヴィ、モトリー・クルーなどであり、ルックス面も含めてアメリカのハードロックバンドの影響を非常に強く受けている。
- 1995年頃はキーボードや打ち込みを大幅に導入したポップな楽曲を多数発表した。
- 歌詞は初期の頃はセックスを扱った過激で卑猥なものが多かったが、「今はまわりにセックスのことを歌っているミュージシャンはたくさんいる」という理由で次第にそういった内容のものは減少していった。

## エピソード
- メジャーデビューから最初の解散までにリリースされた作品の作曲名義はすべてLADIES ROOMとバンド名で統一されていた。理由は、原曲をスタジオに持ち寄ってもメンバー間でアイディアを出し合っているうちに原形をとどめなくなる事が多々あったからである。
- 1990年代にはライブでの卑猥なコール&レスポンスや、興奮した女性客が上半身裸になることが話題になり、スキャンダラスな注目を浴びることもあった。
- 作品の表記には用いられることはほとんどないが、JASRACの作品データベースなど、メディア媒体によっては「LADIES R♂♀M」という表記をされることがある。

## 関連人物
- 大島暁美
音楽ライター、小説家。1980年代後半より現在に至るまで主にヴィジュアル系バンドの取材に行い記事を執筆している。1990年代は音楽専科社のARENA 37℃において毎月「月刊レディース」というLADIES ROOMの特集記事を執筆していたほか、他の音楽誌におけるLADIES ROOMの記事も大島の手によるものが圧倒的に多かった。大島本人が「東京近郊でのライヴはほとんど観ている」と発言しているほか、大島の少女小説「レディースルームにご用心」「恋探偵　危機一髪〜レディースルームにご用心2〜」（いずれも講談社X文庫ティーンズハート刊)においては百太郎、GEORGE、NAO、JUNメンバー全員が実名及び実際の本人のキャラクターを生かした設定で登場している。